# NGC 3797
NGC 3797 este o galaxie situată în constelația Ursa Mare. A fost descoperită în  de către .